# Ribeira de Além
A Ribeira de Além é um curso de água português, localizado na freguesia açoriana da Serreta, concelho de Angra do Heroísmo, ilha Terceira, arquipélago dos Açores.
Este curso de água encontra-se geograficamente localizado na parte Oeste da ilha Terceira e tem a sua origem a cerca de 800 metros de altitude, nas cercanias da Serra Alta das Doze, elevação que faz parte dos contrafortes do vulcão da Serra de Santa Bárbara, a maior formação geológica da ilha Terceira que se eleva a 1021 metros acima do nível do mar e faz parte de bacia hidrográfica gerada pela própria montanha.
Este curso de água estende-se ao longo de uma extensa faixa de território, não tendo no entanto afluentes de monta. Passa nas imediações do Pico Negrão e precipita-se no Oceano Atlântico depois de atravessar a freguesia da Serreta do cimo de uma arriba com cerca de 300 metros de altitude.